# Jānis Karlivāns
Jānis Karlivāns (né le 2 juin 1982 à Cēsis) est un athlète letton, spécialiste du décathlon. Il mesure 1,98 m pour 92 kg. Son club est le LSPA/VVK.

## Meilleures performances
- Décathlon : 8 271 points (RN) à Götzis le 26 mai 2007